# 拉斯梅德拉斯
拉斯梅德拉斯是位於西班牙萊昂省蓬費拉達近郊的一個地區，為人工惡地地形。這個地區在羅馬帝國時代曾是金礦的礦山，是古羅馬時期重要的，也是最大的露天金礦遺產。這一地區的礦山和集落遺跡顯示出當時人們的生活情況。1997年，拉斯梅德拉斯被联合国教科文组织列入世界文化遺產。
公元前25年，罗马皇帝奥古斯都征服了塔拉科西班牙地区。在罗马人征服之前，原住民已经从冲积层矿床中提取了部分黄金。罗马帝国在这里的大规模采金活动从公元1世纪下半叶开始。经过两个世纪的开采后，罗马帝国逐渐衰弱，这里随之被废弃。

## 技术
古罗马人采用一种名为“破坏山脉”（拉丁語：ruina montium）的采矿技术，造成了拉斯梅德拉斯现在的壮丽的景观。它属于一种水力采矿技术，利用帕斯卡桶原理，在一座山内挖掘众多狭窄的洞穴，然后用水填充洞穴，水产生的压力会压迫内层厚重的岩壁，从而达到采集金矿的目的。
古罗马作家及博物学者老普林尼于公元77年在著作《博物志》中描述了寻找金矿的三种方法，其中可能包括拉斯梅德拉斯的挖掘：
|  | ......第一种方法是直接从河底的沉沙中淘金，如西班牙的塔霍河，色雷斯的马里查河，義大利的波河，亚细亚的帕克托勒斯河，印度的恒河等......第二种方法则是挖竖井或是在山脉破坏后的碎片中寻找......第三种方法则需耗费巨大劳动力，程度甚至超过了巨人：以长距离引水渠连接矿山，山洞以火把照明，工人们不停地挖掘，甚至数月没有见过阳光。矿内的岩石有时会突然断裂，一些工人被压得粉身碎骨。这比在海底寻找珍珠和海螺更加困难，土元素可比水元素要危险得多！ |

根据老普利尼的记载，从拉斯梅德拉斯每年可以提取20,000罗马镑（约合6,560千克）的黄金。然而另有学者推测平均年产量可能不到25千克。

## 现状
2014年，萨拉曼卡大学的研究者利用光学雷达，对拉斯梅德拉斯地区进行了大范围航空调查，证实了该地区在罗马时代金矿开采活动的广泛存在。
拉斯梅德拉斯核心区域面积为2208.2公顷，部分引水渠仍然保存完好，一些位于陡峭的山峰的岩石铭文也完整保留，甚至还有众多古生物化石。因此，它被认为是世界文化遗产中科学规范管理和研究的典范。

## 图集

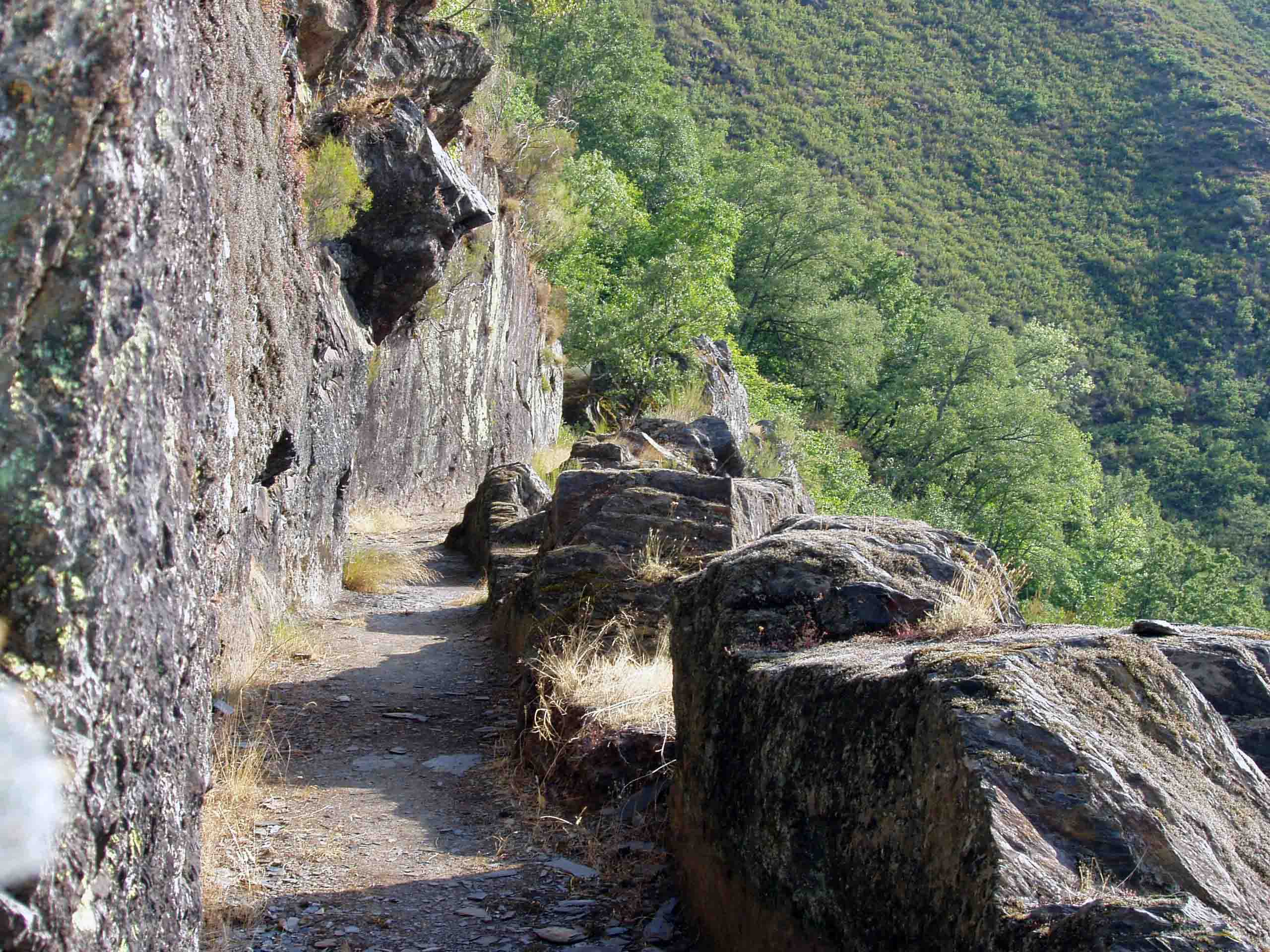
引水渠遗址
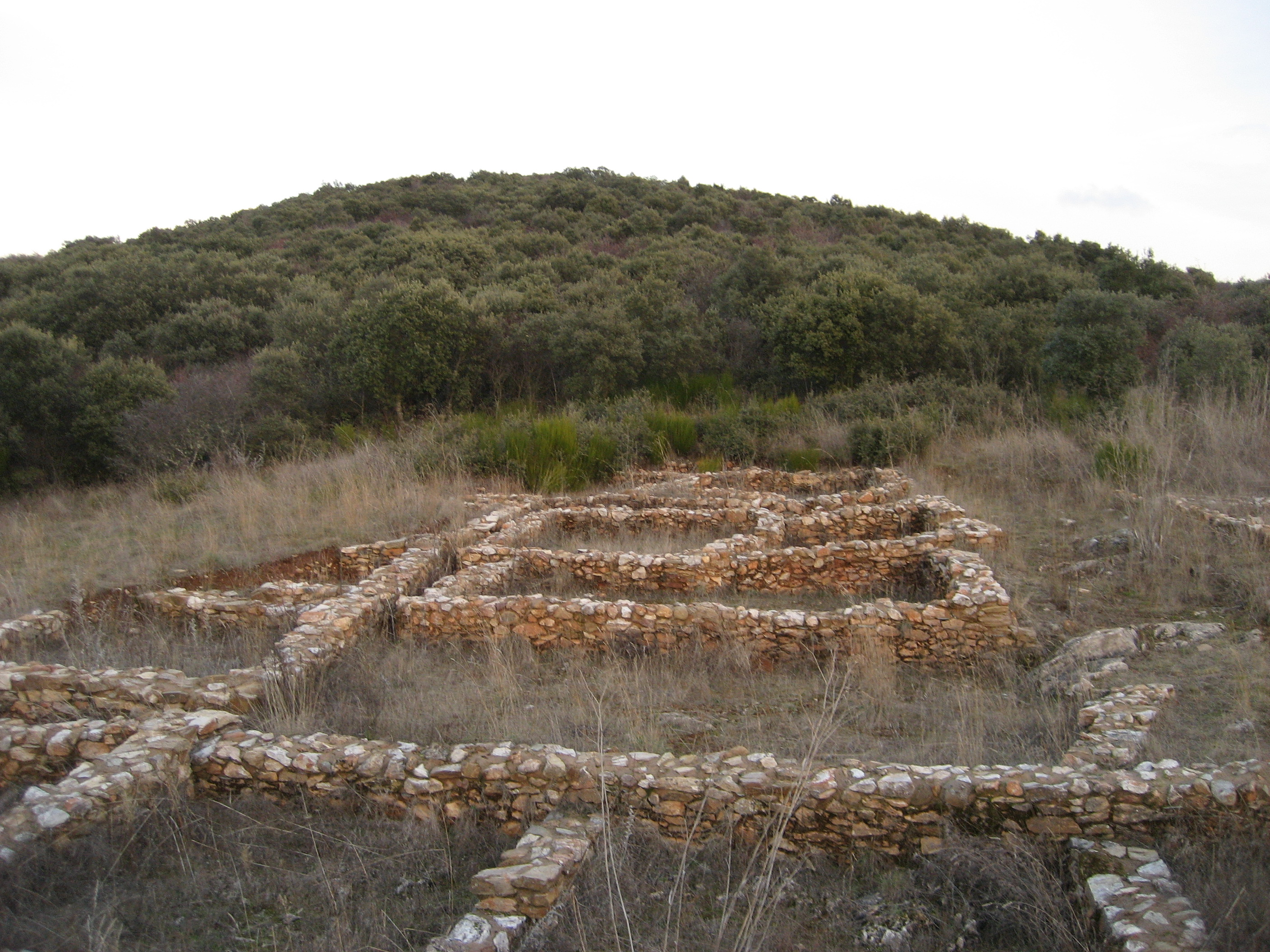
罗马定居点遗址 （在公元1-2世纪繁荣[13]）
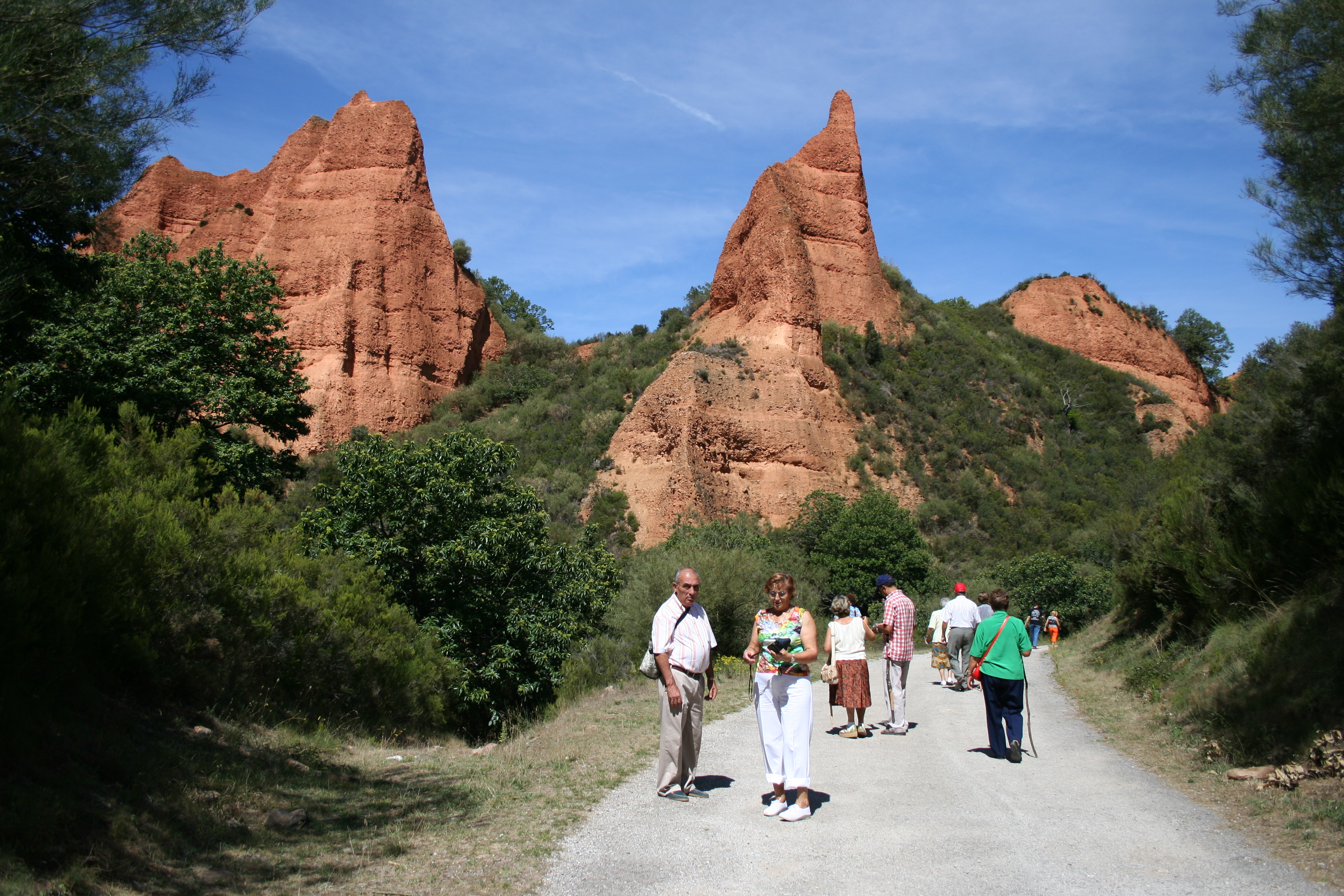
内部小路
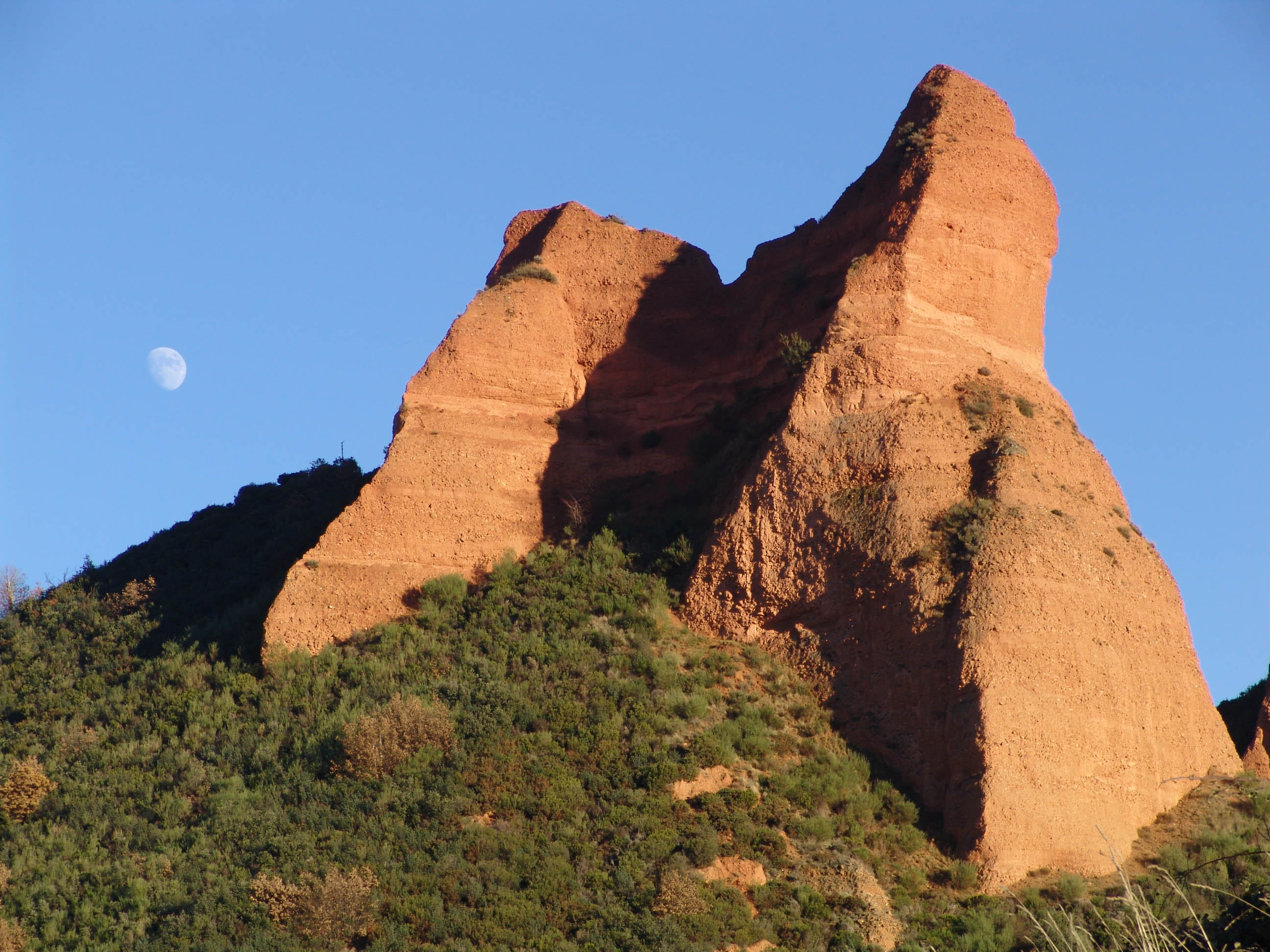
断崖
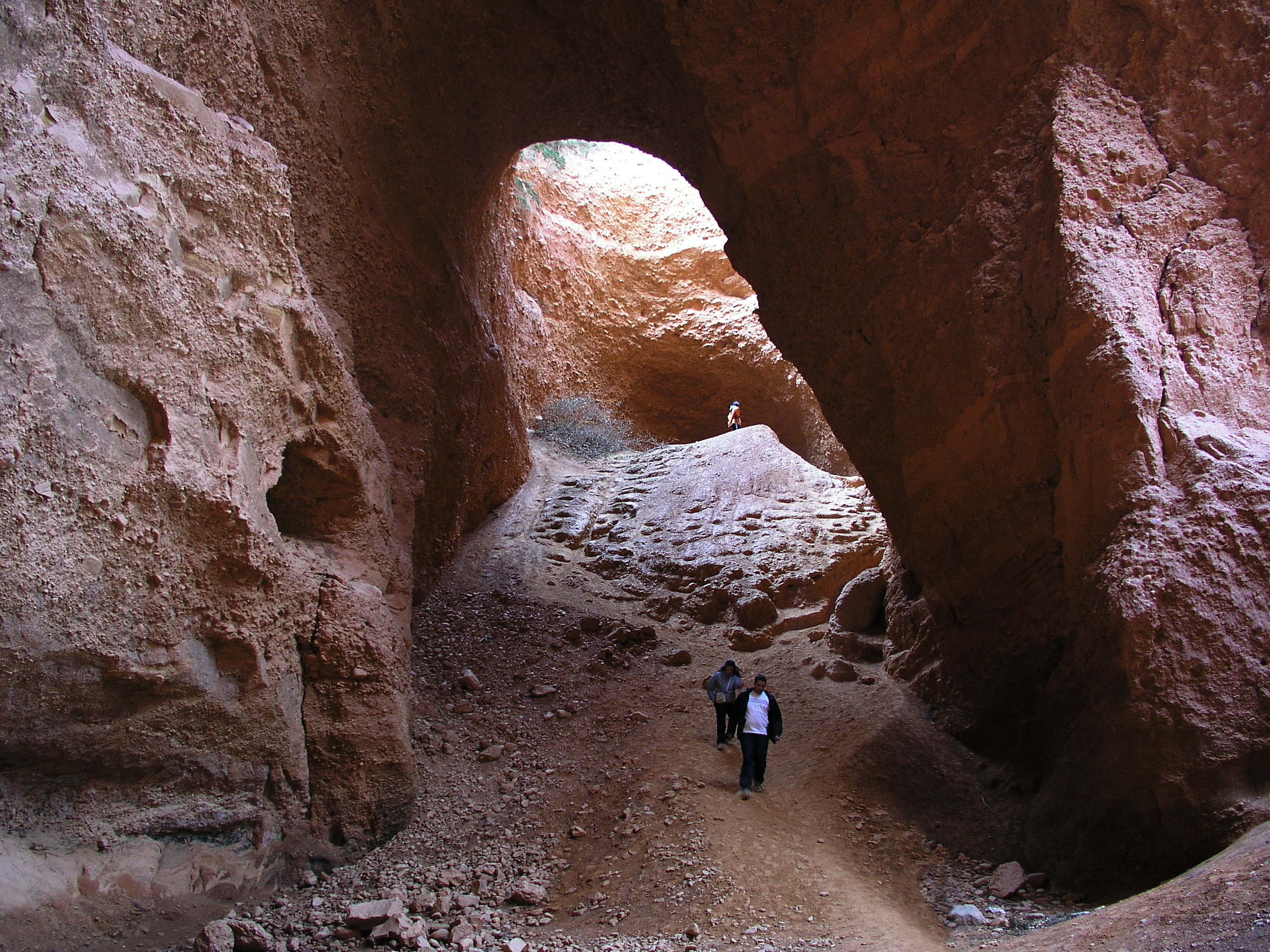
矿内通道
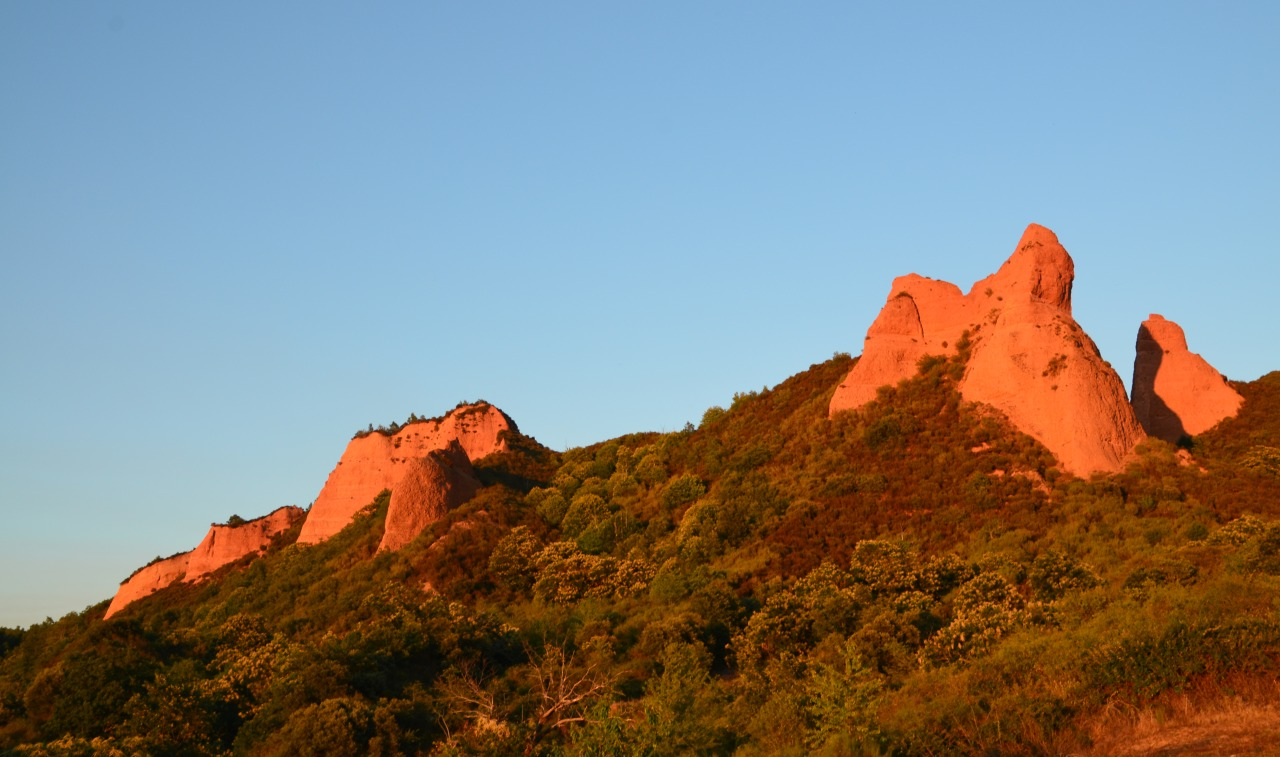
日落时的拉斯梅德拉斯

## 扩展阅读
- Lewis, P. R. and G. D. B. Jones, Roman gold-mining in north-west Spain, Journal of Roman Studies 60 (1970): 169-85
- Jones, R. F. J. and Bird, D. G., Roman gold-mining in north-west Spain, II: Workings on the Rio Duerna, Journal of Roman Studies 62 (1972): 59-74.
- Domergue, Claude.  (PDF). 11, nº 114. Tierras de León: Revista de la Diputación Provincial. 1971: p.37–51  [2018-10-18]. ISSN 0495-5773. （原始内容存档 (PDF)于2016-03-04） （西班牙语）.

## 外部連結
- 台湾WORD上的介绍 （页面存档备份，存于）（繁體中文）
- 拉斯梅德拉斯官方网站（西班牙文）
- 拉斯梅德拉斯图片集 （西班牙文）
- 罗马引水渠和矿山专题（西班牙文）（英文）（法文）
- 社会结构与考古学研究（西班牙文）
- Action COST A27:了解罗马时代采矿工业景观与拉斯梅德拉斯科普平台（英文）